# Мабли, Габриэль Бонно де
Габриэ́ль Бонно́ де Мабли́, также Аббат Мабли (фр. Gabriel Bonnot de Mably; 14 марта 1709 года, Гренобль — 2 апреля 1785 года, Париж) — французский социальный философ, автор многих работ по международному праву, социально-политическим вопросам и истории. Мабли был братом Кондильяка и двоюродным братом д'Аламбера. Известен как один из представителей утопического социализма XVIII в.
Главный труд «О законодательстве, или Принципы законов» (1776).
По мнению его биографа историка В. И. Герье, «социалистическая вспышка в 18 веке — заговор Бабёфа, является попыткой практически осуществить идеал, всего обстоятельнее и реальнее изображенный в сочинениях Мабли».

## Биография
Родился в богатой семье, принадлежавшей к «дворянству мантии» и связанной родственными узами с кардиналом де Тансеном и его сестрой мадам де Тансен, хозяйкой известного парижского салона.
Решением семьи был предназначен к духовному званию и отправлен в иезуитский коллеж в Лионе. Закончив его, Мабли уезжает в Париж и с помощью своего дяди кардинала де Тансена поступает в семинарию Сен-Сюльпис — главный «рассадник прелатов» Франции. После рукоположения в субдиаконы оставляет семинарию, удаляется в Гренобль и делает наброски работы о политических реформах. Возвратившись в Париж, посещает салон мадам де Тансен, знакомится с Ш. Л. Монтескьё, К. А. Гельвецием и другими знаменитостями.
В 1740 году публикует свой первый труд — «Параллели между римлянами и французами», где рассуждает о преимуществах различных форм правления, рассматривает роскошь и изобилие как движущую силу прогресса, призывает крепить королевскую власть как гаранта благосостояния и свободы граждан.
«Параллели» принесли Мабли известность и помогли стать секретарём кардинала де Тансена, назначенного в 1742 году министром иностранных дел. Мабли составляет министерские доклады, ведёт дипломатическую переписку и даже важные переговоры, становится фактическим руководителем ведомства. Энергичная и умелая деятельность его была замечена многими, король всё чаще стал прислушиваться к его мнению, однако в 1746 году Мабли оставил министерство и с тех пор занимался исключительно литературным трудом. Оберегая свою независимость, он уклоняется от чести стать членом Французской Академии и воспитателем наследника престола.
В 1793 году его прах с почётом был перезахоронен якобинцами в Пантеоне.

## Труды
Европейскую известность принёс ему труд «Публичное право Европы» (1748) — свод основных международных трактатов со времени Вестфальского мира. Труд этот неоднократно переиздавался, был переведён на многие языки, став в XVIII веке учебником в университетах Англии и настольной книгой политиков.

### Социологические представления
Полнее всего выражены в трудах «О правах и обязанностях гражданина» (1758, опубл. 1789), «Беседы Фокиона об отношении морали к политике» (1763), «Сомнения, предложенные философам-экономистам о естественном и необходимом порядке политических обществ» (1768), «О законодательстве, или принципы законов» (1776). Цель социальной философии для Мабли — познание мотивов поведения человека; задача политика — использование этого знания для утверждения нравственности. Основное свойство человека — себялюбие, но ему присущи и социальные чувства — сострадание, благодарность, соревнование, любовь к славе; без них не было бы общества, цель которого — благо людей. Но во имя всеобщего блага индивид не может быть лишён данного ему природой права на независимое суждение, свободу и счастье. Природа предназначила людей быть равными. Первоначально их жизнь основывалась на коллективном владении землёй. Разделив её, люди пошли против велений природы, наказаны за это. Частная собственность, личный интерес порождают богатство и бедность, жадность, зависть, распад общественных связей, всеобщую ненависть и войны. Люди настолько погрязли в пороках, что возврат к «системе общности» невозможен, хотя она отвечает их истинным нуждам и требованиям разума. Единственный путь спасения — уменьшение имущественного неравенства, пресечение роскоши, ограничение потребностей. Умеренность — высшая личная и общественная добродетель.

## Интересы государства с точки зрения нравственных принципов
Первое сочинение Мабли, «Parallèle des Romains et des Français (Параллели между римлянами и французами)», интересно потому, что автор его ещё далек от той оппозиции против существовавшего порядка вещей, которая составляла душу его позднейших произведений. Состоя секретарём при кардинале Тассене, заведовавшем дипломатическими делами Франции, Мабли составил для него в 1748 г. обзор международных трактатов, начиная с Вестфальского мира. В следующих сочинениях Мабли, «Observations sur les Grecs (Размышления о греках)» (1749) и «Observations sur les Romains (Размышления о римлянах)» (1751), заметно влияние Монтескьё. Ещё сильнее повлиял на Мабли Руссо. Новое направление Мабли обнаруживается в его «Принципах дипломатии» (1757), где он рассматривает международные отношения и интересы государства с точки зрения нравственных принципов.

## Нравственность / разум
В 1763 г. вышло в свет «Entretiens de Phocion (Беседы Фокиона)», под именем которого Мабли осуждает современное ему общество и тех руководителей его, которые искали благоденствия общества в успехах разума, вместо того чтобы искать его в успехах нравственности. Мабли разумел здесь преимущественно Гельвеция и его в то время весьма популярную книгу «L’Esprit (Об уме)». Два года спустя Мабли издал два тома своих «Observations sur l’histoire de France (Размышления об истории Франции)» (1765). Это сочинение может быть названо приложением «Общественного договора» Руссо к истории франков. Мабли старается доказать, что в эпоху возникновения Франции в ней законодательствовал народ и что позднейший аристократический строй и королевский абсолютизм были последствием узурпации.

## Идеал государя, исполняющего волю народа
Карл Великий является у Мабли идеалом государя, исполняющего волю народа. Три года спустя Мабли вступает в полемику с экономистом Мерсье де ла Ривьером и в его лице — с школой физиократов в сочинении «Doutes sur l’ordre naturel et essentiel des sociétés (Сомнения по поводу естественного и необходимого порядка обществ)» (1768). Физиократы выступали за просвещенный абсолютизм; Мабли противопоставлял абсолютизму систему контрфорсов, то есть разделение властей. Физиократы считали землевладельцев важнейшим сословием и в их интересах настаивали на свободной торговле хлебом. Этому экономическому идеалу Мабли противопоставлял другой, основанный на отречении от личной поземельной собственности и на абсолютном равенстве в общем (коммунистическом) владении землёй. Систематическое изложение этого своего идеала, а также указание способов его осуществления путём законодательства Мабли представил в наиболее известном своём труде: «De la législation, ou Principes des lois (О законодательстве, или Принципы законов)» (1776).

## История
В 1778 г. Мабли издал под заглавием «Об изучении истории» (De l'étude de l’histoire) политический учебник, составленный им за несколько лет перед тем для одного из бурбонских принцев в Италии, воспитателем которого состоял его брат, аббат Кондильяк. Работа эта по-просветительски банально рассматривала историю как собрание примеров для князей и как напоминание о необходимости осуществления égalité (равенства) в государстве. В сочинении «О том, как писать историю» (De la manière d'écrire l’histoire, 1783) важнейшей предпосылкой историографии он объявлял знание естественного права, droit naturel, ибо в противном случае отсутствует критерий для оценки правоты или неправоты исторических начинаний. Задача историка — изобразить борьбу порока с добродетелью, частые преходящие победы порока, но также и следовавшие за ними постоянные неудачи последнего. Умственным способностям такого рода Мабли готов был придавать большее значение, нежели эрудиции. Он самым дерзким образом отчитывал великих историков-просветителей от Вольтера до Гиббона. По оценке Фридриха Мейнеке, «Это было пустое разглагольствование».

## «Principes de morale (Принципы морали)»
В следующем году Мабли издал «Principes de morale (Принципы морали» (1783), один из самых утопических трактатов о нравственности. Оно было главным образом направлено против «Системы природы», анонимный автор которой (Гольбах) проповедовал материалистическое мировоззрение и мораль, основанную на эгоизме или личном интересе. К тому же году относятся и «Observations sur le gouvernement et les lois des Etats-Unis d’Amerique (Размышления об управлении и законах Соединенных Штатов Америки)». Разбирая их конституцию, Mабли из утописта становится реалистическим и крайне осторожным политиком, находя организацию молодой республики «слишком демократической». После смерти Мабли изданы: продолжение его «Essai sur l’histoire de France (Эссе по истории Франции)» (1823-24; нов. изд. 1840), рассуждения «О действии и влиянии страстей в обществе», «О политических болезнях и о врачевании их» и обратившая на себя особое внимание книга «Les droits et les devoirs du citoyen (Права и обязанности гражданина)».

## Самое раннее произведение в духе французской революции
По уверению издателей, этот трактат был написан ещё в 1759 г., во время борьбы между королевским правительством и парижским парламентом. Если это так, то трактат Мабли — самое раннее произведение в духе французской революции. Изданный в 1789 г., среди бурного потока брошюр, предшествовавших революции, трактат Мабли выдается между ними своей серьёзной страстностью и непосредственно связывает его имя с тем переворотом, который он в известной степени подготовил. Уже из перечня сочинений Мабли видно, что, выступая критиком и реформатором общественного строя, он является в двойной роли моралиста и политика. Эти две стороны его деятельности тесно между собой связаны, ибо Мабли ставит государству и законодательству этическую цель, а свой этический идеал и построенную на нём социальную утопию рассчитывает осуществить путём законодательным.

## Этико-социальный идеал
Этико-социальный идеал Мабли имеет аскетическую основу, свойственную самой натуре Мабли. Он не искал ни почестей, ни карьеры, жил одиноко, почти отшельником; когда на старости лет на его долю случайно выпал доход, дававший ему возможность жить с комфортом, Мабли отказался от него, чтобы обеспечить судьбу своего старого слуги. Но аскетический идеал, который проводит Мабли как моралист и социальный реформатор, — не средневековый монашеский идеал. Французские моралисты XVIII века искали не «царства Божия», а благоденствия рода человеческого; они исходили не от принципа отречения от самого себя, а от противоположного принципа личного интереса, предполагая, что он может при целесообразном законодательстве и правильной организации общественного строя привести к общему благу. Они стремились к полному равенству людей, основывая требование равенства на природе, создавшей, по их мнению, людей равными по силам и способностям; существующее же неравенство они объясняли неправильным ходом истории человечества. И Мабли стоит на этой почве: и он признает природное равенство людей, стремится к общему благу и кладет в основание нравственности личный интерес. Аскетическая струя обнаруживается только в его взглядах на людские страсти. Современные ему моралисты не обращали внимания на страсти или даже считали их полезными для личного счастья и всеобщего благоденствия, которые они признавали тождественными. Мабли, основываясь на доводах, заимствованных не из средневекового мировоззрения, а из классической философии и современной ему психологии, считает свободное развитие страстей несовместным с общим благом и настаивает на необходимости приносить их в жертву и на обязанности законодателя умерять и успокаивать их. Такая цель осуществима лишь при уменьшении потребностей человека, которое и становится для Мабли идеалом. Мудреца склонить к такому идеалу нетрудно, но как создать основанный на этом принципе общественный строй, как образовать «разумное общество из толпы людей глупых, ограниченных, странных и диких, которые по необходимости должны войти в его состав»?

## Моралист Мабли стал утопистом
Ища выхода из этой проблемы, моралист Мабли стал утопистом. Самой злой из страстей оказывалась, в его глазах, жадность; чтобы уничтожить «этого вечного врага равенства» нужно создать такой строй, в котором никто бы не имел повода искать счастья в увеличении своего личного состояния. А для этого безусловно необходимо уничтожение личной собственности и замена её общностью собственности (communauté des biens). Таким образом коммунистический строй становится для Мабли средством, чтобы основать социальную мораль на личном интересе и сделать людей поневоле счастливыми и добродетельными. Свой идеальный строй Мабли рисует в виде небольших, исключительно земледельческих общин вроде Спарты Ликурга, но проникнутых духом аскетизма и построенных на ограничении потребностей. При изображении своего коммунистического строя Мабли не входит в подробности и избавляет себя от необходимости принимать во внимание логические и практические затруднения, которые бы представились при дальнейшем развитии или осуществлении его теории. Он, напр., не касается взаимных отношений коммунистических общин; он обходит молчанием вопрос, должны ли они считаться собственниками возделываемой ими земли или же коммунизм должен охватить все наличное человечество и соединить его в одну общину, с одинаковым правом всех её членов на земную поверхность. Был ли Мабли действительно убежден в возможности путём законодательных мер втиснуть современное человечество в эту сельскую идиллию и удержать его в ней, или же все эти рассуждения имели для него интерес теоретической проблемы? В своей замечательной статье о «Суевериях» Мабли, защищая идеализм стоиков, говорит: «может быть стоики были неправы, предлагая людям идеал совершенства, пригодный только для существ, стоящих выше человека; пусть так, но я, всё-таки, не могу не преклоняться перед ними: увлекая людей химерой, они заставляли их достигать высшей степени совершенства, на которую мы способны».

## Влияние Мабли
В области политических теорий влияние Мабли было громадно и ещё недостаточно оценено. Как политический теоретик, Мабли занимает место между Монтескьё и Руссо, отличаясь от первого более радикальным либерализмом, от второго — недоверием к непосредственному народовластию, от обоих — большею склонностью перейти от теории к практике. Если трактат Мабли о «Правах и обязанностях гражданина» действительно написан в 1759 г., то его следует признать первым из французских публицистов, требовавшим созыва Генеральных штатов.
Вся «История Франции» Мабли — не что иное, как пропаганда конституционной и демократической доктрины. Отсюда успех этого сочинения: его одобряли, в лице Гримма, даже философы, нерасположенные к Мабли. Академик Бризар, произнесший в академии обычное посмертное похвальное слово Мабли, за 2 года до революции восхвалял Мабли за то, что он нашёл в колыбели Франции свободную республиканскую конституцию и выставил в лице Карла Великого образцового монарха, отказывающегося от абсолютизма. Монтескьё, основывая политическую свободу на разделении и равновесии властей, ставил монархии под именем исполнительной власти в подчиненное положение к парламенту.

## Недоверие к монархии
Мабли ещё гораздо более был проникнут тем недоверием к монархии, которое подорвало королевскую власть во Франции и отразилось на мертворождённой конституции 1791 г. Монтескьё озабочен ещё приисканием гарантий против превращения монархии в «несвободную республику»; Мабли ищет только гарантий против монархии и хотя отстаивает разделение власти, но в сущности стремится к установлению «диктатуры» законодательного собрания. Монтескьё выставлял Англию образцом конституционного государства; Мабли в резкой критике осуждает английскую конституцию, находя в ней два коренных недостатка — право короля распускать и созывать палаты и неответственность короля, — и пророча ей близкую гибель. Идеальной конституцией ему представляется шведская, которая в то время предоставляла исполнительному комитету сейма право скреплять новые законы, в случае несогласия короля подписать их, печатью с гравированной королевской подписью.

## Вопрос о королевской власти
Более трезво Мабли отнесся к вопросу о королевской власти в трактате «Du Gouvernement et des lois de la Pologne (О правлении и законах Польши», который был им составлен в 1770—1771 гг., после посещения им Польши, по просьбе одного польского вельможи, для барских конфедератов. Здесь Мабли считает наследственного и неответственного короля условием спасения Польши, но всё-таки настаивает на полном разделении властей исполнительной и законодательной. Все эти теоретические рассуждения представляют тот интерес, что являются отражением и отчасти причиной настроения, охватившего французское общество и определившего характер и ход революции 1789 г.
Критика английской конституции у Мабли представляет собой, можно сказать, программу, которой руководилось национальное собрание при установлении той «республиканской монархии», то есть республики под фирмой монархии, о которой мечтал уже д’Аржансон. Что касается до Руссо, то хотя он и оказал своим «Contrat social (Общественный договор)» громадное влияние на демократический переворот, ниспровергнувший «старый порядок», но и тут теория Мабли в существенном вопросе получила верх над идеалом Руссо. Исходя из представлений и условий небольшой демократии в роде той, которую он знал в своей родной Женеве, Руссо был поклонником непосредственного участия всего народа в законодательном деле и отвергал представительство.

## Условие политической свободы и прогресса
Мабли под влиянием Платона и исторического опыта античных республик относился с недоверием к страстям и порокам толпы и отвергал законодательствующую демократию, то есть непосредственное предоставление законодательной власти всей народной массе. В предоставлении такой власти выборным людям или представителям народа Мабли усматривал условие политической свободы и прогресса в «духе разума и справедливости». Когда народ сам пишет для себя законы, утверждал Мабли, он всегда относится к ним с пренебрежением; «в чистой (то есть непосредственной) демократии на форуме издаются такие же несправедливые и неразумные законы, как и в диване Турции».
Как известно, руководители французской революции, несмотря на все увлечение идеей народовластия, никогда не подвергали сомнению принцип представительства: теория Мабли в этом важном вопросе более соответствовала духу его соотечественников, чем политический идеал швейцарца Руссо. Во французской революции можно проследить также влияние нравственного ригоризма Мабли. Подобно Руссо, он считал веру в Бога необходимой для нравственности и требовал строгих наказаний не только против атеистов, как Руссо, но и против деистов. Он не только видел в законодательстве средство установить на земле идеальный строй, но и признавал за законодателем право прибегать к «святому насилию, которое силой отрывает граждан от их пороков». Этим духом руководились якобинские пуритане, желавшие путём террора возродить Францию.

### Сочинения
Собрание сочинений Мабли было издано в 1789 г. в Лондоне.
Другое издание, в которое вошли и посмертные сочинения Мабли, («Collection complète (Полное собрание сочинений», 1794—1795) вышло во время конвента (l’an III de la Rép.).
- Разговоры Фокиевы о сходности нравоучения с политикой. — М., 1772.
- Ч. 1—3 // Размышления о Греческой истории. — М., 1773.
- Начальное основание нравоучения. — М., 1803.
- Избранные произведения. — М.; Л., 1950.
- Об изучении истории. О том, как писать историю. — М., 1993.
- V. 1—15 // Collection complete des oeuvres. — Paris, 1794—1795.
- О правах и обязанностях граждан / Приведено по: Мабли Г. Избранные произведения. М.-Л.: изд-во АН СССР. 1950.